# Steinfortsee
Der Steinfortsee ist ein See auf dem Gemeindegebiet von Leizen im Landkreis Mecklenburgische Seenplatte in Mecklenburg-Vorpommern. Das Gewässer hat eine Größe von 3,5 Hektar und liegt auf 73,5 m ü. NHN. Die maximale Ausdehnung des Sees beträgt 290 Meter mal 150 Meter. Einziger oberirdischer Zufluss ist ein Graben aus den nördlich anschließenden Wiesen und Äckern. Über einen Graben entwässert der See zum 950 Meter südlich gelegenen Dambecker See. Die Ufer sind stark versumpft und schilfbestanden und bis auf die Nordseite von Wald umgeben. Ein Weg zum See existiert nicht.

## Nachweise
1. ↑  Geodatenviewer des Amtes für Geoinformation, Vermessungs- und Katasterwesen Mecklenburg-Vorpommern (Hinweise)